# Six yogas de Nāropa

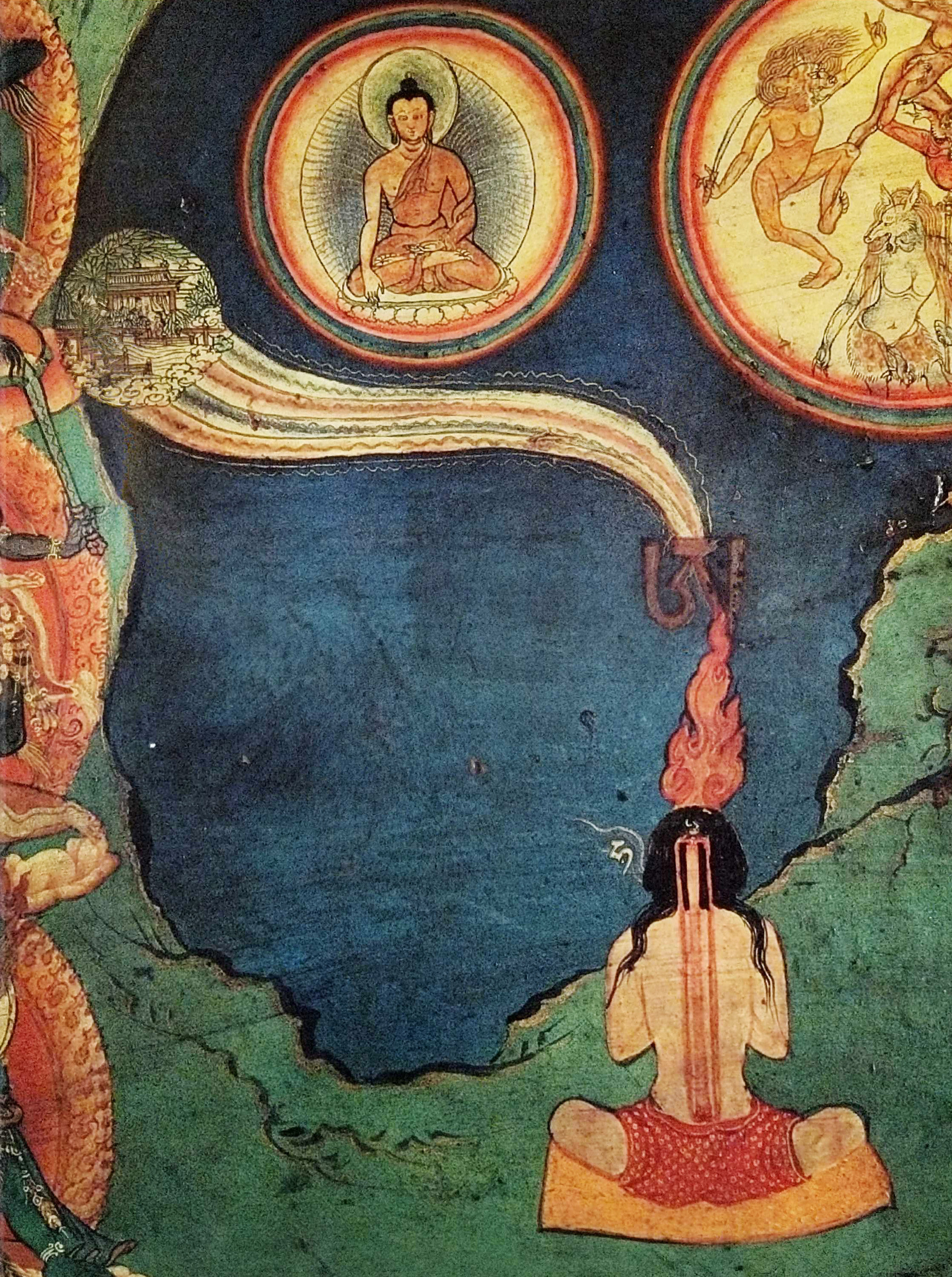
Toumo

Les Six Yogas de Nāropa (Tibétain na-ro'i-chos-drug, « les six Dharmas », pratiques ou enseignements) sont un ensemble de pratiques méditatives tantriques du Bouddhisme Vajrayāna tibétain. Transmises oralement et rassemblées par le Mahāsiddha indien Nāropa (1016–1100), elles parvinrent au Tibet par Marpa Lotsawa, le traducteur, puis furent transmises à Milarépa dont les disciples fondèrent les lignées Kagyüpa. Ces enseignements furent gardés secrets pendant treize générations de disciples, de Marpa jusqu'à Je Tsong Khapa (1357–1419), qui écrivit librement sur le sujet et en introduisit les pratiques dans les lignées Guélougpa.

## But
En tant qu'instructions finales du sentier des tantras, appelé indifféremment vajrayāna, tantrayāna ou encore guhyamantrayāna, véhicule du mantra secret, les six yogas de Nāropa visent l'Éveil complet (samyaksambodhi), possible en une seule vie. Dans ce corpus, l'Éveil est appelé Mahāmudrā ou claire lumière, et désigne la nature de Bouddha présente en chacun. Les trois premiers yogas mentionnés ci-dessous représentent la voie directe vers cette réalité transcendante, et les autres yogas sont préliminaires, ou exécutés, dirait-on, par défaut.

## Contexte
Dans le Vajrayāna, on appelle stade de création, ou de génération , la pratique du mandala extérieur, et stade d'accomplissement, ou de perfection , la pratique du mandala intérieur. Le mandala intérieur est l'anatomie du corps subtil (Sûkshma-sharîra), il permet la maîtrise des souffles (Ātman), des canaux (nādīs), des gouttes (bindu) et des centres de conscience, ou roues d'énergie, appelés chakras.  Les pratiques qui y sont liées spiritualisent en quelque sorte le corps physique ou grossier (sthûla-sharîra en sanskrit) en en faisant un instrument de réalisation, et s'apparentent au Kundalini yoga hindou. Quant au mandala extérieur, on le déploie par le yoga de la Déité (Yidam). Les six yogas sont précisément des pratiques du mandala intérieur, bien que quelquefois on compte aussi le mandala extérieur parmi les yogas de Nāropa. On le considère cependant comme un yoga préliminaire, ou autonome.

## Classification
Bien que diversement classifiés, jusqu'à en énumérer dix, les Yogas de Naropa sont plus généralement les suivants:
| Yoga                                    | Prononciation (+ translittération Wylie) | Sanskrit      | État de conscience        | Chakra (Khor-lo)        |
| --------------------------------------- | ---------------------------------------- | ------------- | ------------------------- | ----------------------- |
| de la chaleur intérieure (de l'Ardente) | toummo (gtum mo)                         | chandālī      | méditation                | nirmana (ombilic)       |
| du corps illusoire                      | gyoulü (sgyu lus)                        | māyākāya      | veille                    | svabhavika (fontanelle) |
| de la claire lumière                    | eusel ( ’od gsal)                        | prabhāsvara   | sommeil profond           | dharma (cœur)           |
| du rêve                                 | milam (rmi lam)                          | svapnadarśana | rêve                      | sambhoga (gorge)        |
| de l'état intermédiaire                 | bardo (bar do)                           | antarābhava   | entre mort et renaissance | dharma)                 |
| du transfert de conscience              | powa ( 'pho ba)                          | samkrānti     | au moment de la mort      | svabhavika)             |

### Variations
La diversité des classifications tient à ce que certaines pratiques peuvent être comprises comme variantes des autres. Notamment, le yoga du bardo est une application du corps illusoire, et le yoga du rêve est accessoire au yoga de la claire lumière.  
Voici les autres yogas qui sont quelquefois répertoriés :
- Projection délibérée, dans un autre corps récemment décédé (tib.: grong-'jug). Cette technique s'est terminée, pour les Kagyus du moins, avec le décès du fils de Marpa, qui aurait justement projeté sa conscience en Inde dans le corps de celui qui allait être connu sous le nom du yogi Tipoupa[12]. Elle peut encore exister secrètement. Elle est une variante du yoga du transfert de conscience.
- Karmamudrā. (tib.:las kyi phyag rgya) Ceci correspond au fameux yoga sexuel tantrique. Comme les autres yogas de Nāropa en général, il ne peut être pleinement achevé que sur la base du Feu intérieur, dont le Karmamudrā est une extension.
- Nous avons déjà mentionné le stage de génération, ou mandala extérieur, habituellement séparé.
- Nāropa lui-même, dans les Versets Vajra de la tradition chuchotée, rajoute la pratique de l’auto-libération dans la sagesse de la non-dualité[13], ce qui est la plus haute perspective, non-tantrique, du Mahāmudrā de l'essence et du Dzogchen. Mais ceci est toujours considéré comme une voie distincte.
- Il existe plusieurs préliminaires au feu intérieur, ainsi que des exercices physiques appelés yantras. Un bon exemple de préliminaire est la visualisation du corps creux :  Ici le corps et les canaux d’énergie (nadis) doivent être vus comme complètement transparents et irradiants"[14]. Puis encore: Imaginez que votre peau devient claire, transparente, et comme un arc-en-ciel, n'offre plus aucune résistance à la matière.[15] Cette technique essentielle vise à dénouer les tensions et les obstructions, donc à donner de la souplesse aux canaux prāniques pour permettre l'harmonisation des différents centres.

## Les six yogas

### yoga de la chaleur intérieure
Le toumo (translittération Wylie : gtum mo) est l'art de développer la chaleur psychique intérieure. Il s'agit d'une technique permettant d'augmenter sa chaleur interne. On comprend l'intérêt d'une telle technique dans un contexte où les ascètes tibétains avaient (et ont) l'habitude de méditer dans des grottes de l'Himalaya, en haute altitude, vêtus d'une simple robe de coton. "Chaleur intérieure. Par le contrôle du rythme cardiaque, la concentration sur la région du nombril et la visualisation de certaines syllabes comme RAM ou HAM, le méditant parvient à augmenter si fortement la chaleur de son corps qu'il a le sentiment d'être dans les flammes."
Suivant l'enseignement secret, le tummo est une méthode qui permet d'extraire le prana de l'inépuisable réservoir de la nature et de l'emmagasiner dans la batterie du corps humain, puis de l'employer à transmuer la liqueur séminale en énergie subtile par laquelle une chaleur psycho-physique interne est produite et circule dans les canaux fluidiques du système nerveux psychique (les nadi). 
L'art du tummo s'accompagne de visualisations complexes, de méditations, de respirations et comprend des exercices physiques. L'abstinence sexuelle est de rigueur pour les moines et nonnes.  Le yoga sexuel  appartient au tummo, pourtant il est réservé aux étudiants laïques ou yogis en fin de cursus, donc parmi les plus avancés. À ce stade, le yogi effectue cette pratique avec une karmamudra - partenaire - qualifiée. Telle est la pratique de félicité-vacuité, la plus puissante pour prendre conscience de la nature du Mahamoudra.
Alexandra David-Néel a rendu célèbre ces pratiques qu'elle décrit ainsi :
« Par une nuit d'hiver où la lune brille, ceux qui se croient capables de subir victorieusement l'épreuve, se rendent, avec leur maître, sur le bord d'un cours d'eau non gelé (…) Les candidats au titre de Repa, complètement nus s'assoient sur le sol, les jambes croisées. Des draps sont plongés dans l'eau glacée, il y gèlent et en ressortent raides. Chacun des disciples en enroule un autour de lui et doit le dégeler et le sécher sur son corps. Dès que le linge est sec, on le replonge dans l'eau et le candidat s'en enveloppe de nouveau. L'opération se poursuit, jusqu'au lever du jour. Alors celui qui a séché le plus grand nombre de draps est proclamé le premier du concours » (Mystiques et Magiciens du Thibet, p. 228/29, Plon, 1929).
La règle est que le yogi doit sécher au moins trois draps de suite pour avoir le droit de porter l'insigne de sa science du tummo, qui est une robe (drap) de coton blanc lui valant le titre de Repa (d'où Milarépa : Mila à la robe de coton). Une autre épreuve consiste à s'asseoir dans la neige où l'on juge de la chaleur dégagée par le corps à la quantité et la surface de neige fondue autour du yogi.

### yoga du corps illusoire
Le gyoulé (translittération Wylie : sgyu lus) est la doctrine du corps illusoire.
Il s'agit d'une adaptation de la doctrine de mâyâ qui considère le monde sensible en tant que simple rêve, apparence trompeuse, illusion.
Le yogi s'habitue à considérer son propre corps comme étant irréel. Puis il réalise « la mâyâ de l'état de visualisation ». Dans cette pratique, on s'habitue à visualiser toute chose comme étant le corps d'une déité  tutélaire se reflétant dans un miroir. Selon l'étape suivante, « la mâyâ de l'état parfait », le regard fixé sur un point unique de l'espace vide du ciel (voir sunyata), on visualise le Bouddha directement ou sous forme de nirmanakaya, de sambhogakaya (à travers un son). Dans le troisième et ultime état dharmakaya, samsara et nirvana sont transmués tous deux en sagesse de non-dualité et les vérités apparentes sont comprises comme étant l'illusion du samadhi. L'esprit, concentré dans un état de tranquillité parfaite, plonge alors dans la claire lumière de la pleine réalisation de la Vérité Ultime (voir madhyamika).

### yoga de la claire lumière
Eu.sel (translittération Wylie :  'od gsal) est la claire lumière.
"Claire lumière : état de profonde clarté expérimentée par l'esprit qui demeure dans son état naturel lorsque toute préoccupation ou émotion perturbatrice en a disparu." "Claire lumière (sk. prabhâsvara, tib.  'od gsal) : autre nom de la nature éveillée de l'esprit, qui est vide et lumineuse" (Philippe Cornu). "La pratique de la Claire-Lumière est présentée comme le cœur et l'essence même de la Voie. Elle se divise en une pratique diurne et une pratique nocturne. Le jour, le yogi tentera autant que possible de ne pas suivre les concepts qui surgissent en son esprit, pour demeurer uniment dans l'état inné de la Claire-Lumière... Pour ce qui concerne la pratique nocturne, le yogi s'installe dans la posture accroupie et se transforme mentalement en la forme de Héruka : dans son cœur il visualise une sphère quinticolore au centre de laquelle s'ouvre un lotus à quatre pétales."

### yoga de l'état de rêve
Mi.lam (translittération Wylie : rmi lam) est le sentier du rêve. "Ce yoga consiste d'abord à maintenir le fil de la conscience entre l'état de veille et celui de rêve. Et cela par des pratiques précises de visualisation effectuées peu avant de s'endormir... Une fois que nous sommes devenus aussi conscients pendant le rêve que nous le sommes pendant la veille, nous comprenons que nous pouvons agir sur nos rêves nocturnes. Nous apprenons à modifier leur contenu, à changer, par exemple, la taille des objets, à se déplacer, en rêve, dans d'autres lieux, le fond de l'océan ou le cœur du soleil, ou encore à se transformer et à prendre toutes sortes de formes, celles d'un oiseau, d'un char, d'un dieu ou d'une déesse. Nous pouvons aussi avoir accès aux différents paradis, les Terres de béatitudes, qui sont une multitude de mondes invisibles, plus subtils que le nôtre, où nous pouvons rencontrer les différents bouddhas et écouter leurs sermons... Namgyal l'enseigne : 'Tout d'abord, visualiser que l'on devient son yidam, et, immédiatement, à la vitesse d'une étoile filante, vous arrivez dans le ciel d'Indra ou dans un quelconque paradis samsarique.'"

### yoga de l'état intermédiaire entre mort et renaissance
voir Bardo
Un bardo (translittération Wylie : bar do) est un état intermédiaire, en particulier après la mort.

### yoga du transfert de la conscience au moment de la mort
Po.wa (translittération Wylie :  'pho ba) est la pratique du transfert de la conscience.
Le transfert de conscience est une pratique décrite dans le Bardo Thödol. "Le transfert de conscience (skr. samkrânti, tib.  'pho ba) est une pratique vajrayâna consistant à transférer la conscience ordinaire dans l'espace de la Réalité ou dans un champ pur de bouddha au moment de la mort. La Réalité absolue est l'état réel des phénomènes, quand ils sont vus dans leur nature vide et lumineuse. Un champ pur 'skr. buddhakshetra, tib. zhing khams) est une terre pure conçue et ornée par les œuvres spirituelles d'un bodhisattva ou d'un bouddha, destinée à accueillir les êtres qui ont foi en cet être éveillé après leur mort, afin qu'ils y progressent aisément jusqu'à l'Éveil... Grâce au transfert de conscience, même ceux qui ont commis les actes les plus graves peuvent accéder à une naissance dans un champ pur ou à défaut obtenir une bonne renaissance... Le transfert de conscience n'est pas à la portée de tous. Il faut non seulement avoir reçu une transmission de pouvoir de niveau anuttarayoga tantra ou anuyoga, ou des instructions sur la pratique, mais aussi s'y être entraîné avec succès de son vivant."

## Historique
Le point de départ se trouve dans le Hevajratantra (VIII° s.). Tilopa (988-1069), un brahmane bengali, fut le guru de Naropa. Naropa n'aurait fait que rassembler des traditions. "Son premier maître, Saryapa, lui aurait transmis le yoga du rêve. Le célèbre Nāgārjuna, le yoga du corps illusoire. Kambala, celui de la claire lumière. Et c'est une dakini, Karpo Sangmo, qui l'aurait instruit sur les pratiques de la chaleur intérieure. Mais, selon une autre tradition, Tilopa lui-même aurait reçu ces yogas du bouddha Vajradhara, le porteur de vajra, le guru racine de l'école kagyüpa."
- À l'université bouddhique médiévale de Nālandā, Śāntideva (VII°-VIII° s.), sommé de produire un discours public  dans un très bref délai, avait été accusé de paresser et dormir tout au long de ses études. En fait, il pratiquait les yogas du rêve et de la claire lumière. Ce  discours deviendra célèbre sous le titre de Bodhicaryāvatāra, il s'y était préparé par une méditation du mantra du bodhisattva de sagesse, Mañjuśrī [24].

## Tradition parallèle
Les six yogas de Niguma (en), comparables aux six yogas de Nāropa, sont englobés dans l'enseignement des cinq dharmas d'or, transmis par l'école Shangpa Kagyu, une lignée du bouddhisme tibétain fondé par Khyungpo Neldjor au XIe siècle et mettant l'accent sur la méditation. La lignée Shangpa transmet des enseignements et une pratique qui influença les quatre grandes écoles du bouddhisme tibétain. Kalou Rinpoché fut un détenteur de cette lignée.

### Enseignement de Nâropa
- (en) Herbert V. Guenther, The Life and Teachings of Nâropa, Oxford University Press, 1963. Rééd. Shambala Publications, 2000.

### Commentaires tibétains
- (en) Tsongkhapa (1357-1419), The Six Yogas of Nâropa. Tsongkhapa's Commentary, trad. Glenn H. Mullin, Snow Lion, 2005, 280 p. Titre en tibétain : Le livre des trois inspirations.
- (en) le 2° dalaï-lama, Gendun Gyatso (1475-1542) : Selected Works of the Dalai Lama II: Tantric Yogas of Sister Niguma, trad. par Glenn H. Mullin, Snow Lion, coll. "Teachings of the Dalai Lamas", 1985, 225 p.
- Takpo Tashi Namgyal (1511-1587), Les six yogas de Naropa. Les pratiques secrètes du bouddhisme tibétain : résumé par Érik Sablé (2010), Dervy, 2011, 127 p.
- Kunkhyen Pema Karpo (1527-1592), Les Six yogas de Naropa, trad. apud Walter Evans-Wentz et lama Kazi Dawa Samdup, Le yoga tibétain et les doctrines secrètes, ou Les sept livres de la sagesse du grand sentier(1935, revue 1958), trad. Marguerite la Fuente, Maisonneuve, 1964, rééd. 1997.
- Lama Thoubten Yéshé, La béatitude du feu intérieur. La pratique essentielle des six yogas de Naropa. Un commentaire basé sur 'Avoir trois convictions, un guide des étapes du profond chemin des Six yogas de Naropa', texte composé par Djé Tsongkhapa (1998), trad. de l'an. Ténzin Ngeunga, Éditions Vajra Yogini, 2008, 299 p.

### Études
- (en) Garma Chen Chi Chang, The Six Yogas of Naropa and Teachings on Mahamudra (1963), Snow Lion Publications, 1986.
- (en) Glenn H. Mullin, Pratice of the Six Yogas of Naropa, Shambala Publications, 2006.